# Susanna Mildonian

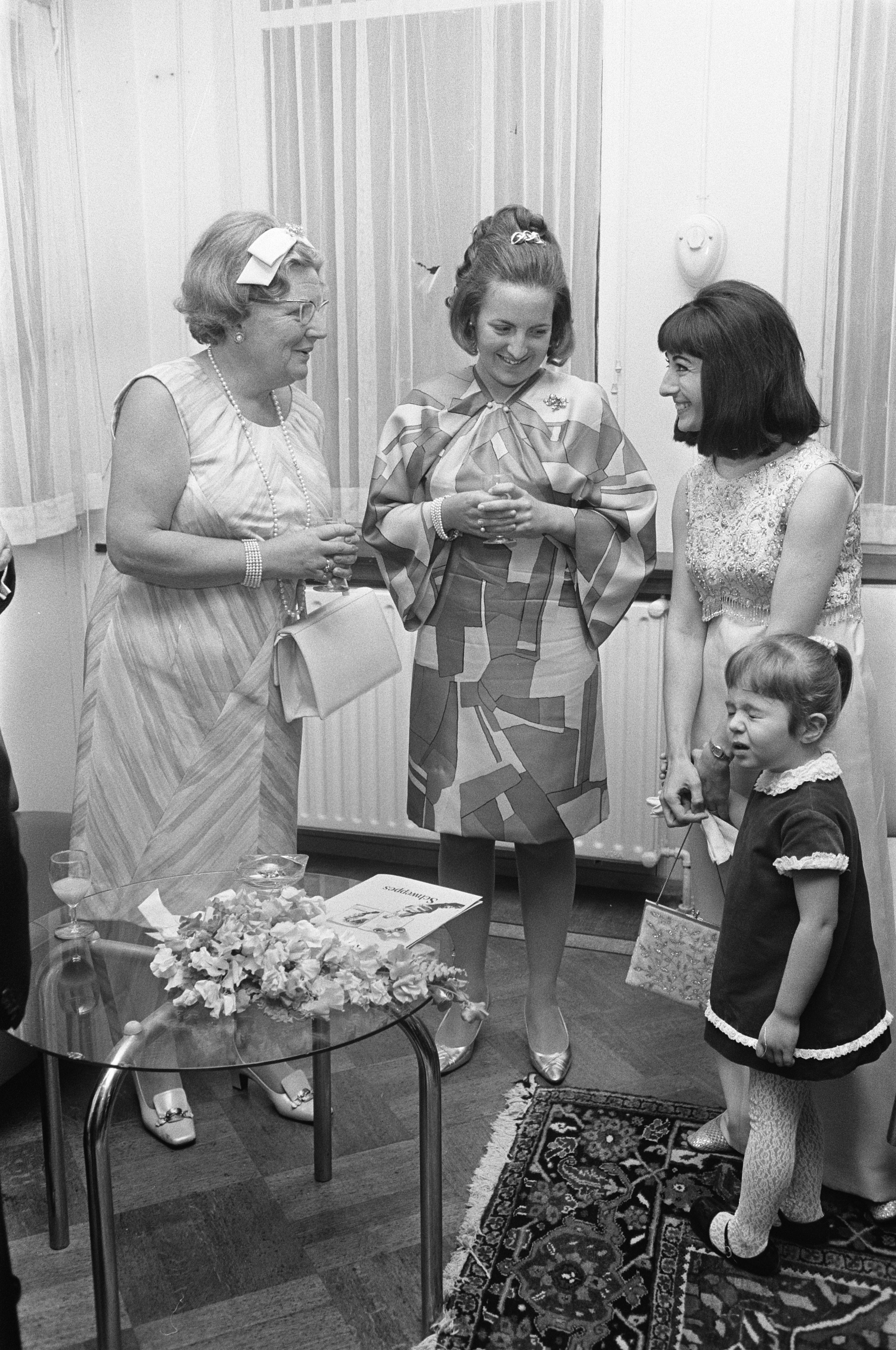
Königin Juliana und Prinzessin Margriet mit Mildonian in Amsterdam, 1969

Susanna Mildonian (* 2. Juli 1940 in Venedig; † 7. Oktober 2022 in Brüssel) war eine belgische Harfenistin.

## Leben
Als Kind armenischer Eltern erhielt sie in Venedig Harfenunterricht am Konservatorium Benedetto Marcello bei Margherita Cicognari. Später studierte sie am Pariser Konservatorium bei Pierre Jamet.
Mildonian war lange Professorin für Harfe am Königlichen Konservatorium in Brüssel und unterrichtete bei den internationalen Sommerkursen der Accademia Musicale Chigiana in Siena und beim Centro di Cultura Musicale Superiore in Venedig.

## Erfolge
- 1. Preis beim ersten internationalen Harfenwettbewerb in Israel 1959
- 1. Preis beim internationalen Musikwettbewerb in Genf 1964
- 1. Preis beim internationalen Wettbewerb „Marcel Tournier“ in Paris 1971
- Grand Prix du Disque in Paris